# Wash-out
Wash-out bezeichnet die Auswaschung von Staub und Aerosolen aus der Erdatmosphäre mit Hilfe von Niederschlag. Es ist kein Synonym zu dem bodenkundlichen Begriff der Auswaschung.
Staubpartikel sowie einige Aerosole können in der Luft als Kondensationskerne für Wasserdampf dienen. Mit dem Niederschlag gelangen diese dann zum Boden. In einigen Gegenden, zum Beispiel Namibia, ist der Effekt so stark, dass vom sogenannten „Staubregen“ oder „Schlammregen“ gesprochen wird.
Gelegentlich wird der Begriff Wash-out für die Auswaschung radioaktiver Partikel benutzt, vgl. auch mit Fallout.
In der Medizin beschreibt der Begriff die vollständige Ausschleichung von Medikamenten, um eine Neueinstellung durchzuführen.